# Сент Алберт (Алберта)
Сент Алберт (енгл. City of St. Albert) је град у оквиру агломерације Велики Едмонтон, смештен северозападно од града Едмонтона на обалама реке Стурџен у централном делу провинције Алберта у Канади. 
Насеље Сент Алберт основао је римокатолички свештеник Албер Лакомб 1861. подигавши на месту данашњег града малу капелицу око које се формирало насеље. Име је добио по светом Алберту Лувенском, римокатоличком светитељу из 12. века. Основу популације у почетку чинили су припадници првих народа међу којима је мисионар Лакомб ширио хришћанство. Насеље је већ 1904. добило статус варошице, а 1977. и статус града. Иако је након настанка био одвојен од самог Едмонтона бројним фармама, услед наглог ширења главног града Алберте током осамдесетих година 20. века Сент Алберт је у потпуности срастао са њим у јединствену конурбацију, тако да је данас иако има статус града у ствари предграђе Едмонтона.
Према резултатима пописа из 2011. у граду је живела 61.466 становника што је за 6,4% више у односу на резултате из 2006. када је у граду живело 57.764 становика.
У граду се налази канцеларија центра за иновативни менаџмент Универзитета Атабаска.
У Сент Алберту су између осталих рођени и започели своје каријере професионални хокејаши Марк Месије и Џаром Игинла.

## Становништво
| 1996.  | 2001.  | 2006.  | 2011.  | 2016.  |
| ------ | ------ | ------ | ------ | ------ |
| 46.888 | 53.081 | 57.719 | 61.466 | 65.589 |